# Ernest Meighan
Ernest Dwayne Meighan (* 15. Juni 1971; † 9. August 2014 in Belize City) war ein belizischer Straßenradrennfahrer.
Ernest Meighan nahm 1992 bei den Olympischen Sommerspielen in Barcelona am Straßenrennen teil, welches er jedoch nicht beenden konnte. 1997 gewann er in Belize den Holy Saturday Classic, 1999 war er beim KREM New Year Cycling Classic erfolgreich und 2001 gewann er erneut den Holy Saturday Classic. Bei der Tour of Belize gewann Meighan 2006 und 2008 jeweils eine Etappe und 2007 war er mit seinem Team beim Mannschaftszeitfahren erfolgreich. In der Saison 2009 wurde er belizischer Meister im Einzelzeitfahren.
Im August 2014 wurde er von einem Attentäter in Belize City erschossen.

## Erfolge
2006
- eine Etappe Tour of Belize

2007
- eine Etappe Tour of Belize (Mannschaftszeitfahren)

2008
- eine Etappe Tour of Belize

2009
- Belizischer Meister – Einzelzeitfahren